# مطار اللاذقية الدولي
مطار اللاذقية الدولي (إياتا: LTK، إيكاو: OSLK) هو مطار دولي يبعد عن مدينة اللاذقية إحدى أكبر مدن سوريا حوالي 23 كم جنوبا، ويبعد عن مدينة جبلة الأثرية حوالي 5 كم شرقا وعن مدينة القرداحة حوالي 14 كم، ويضم المطار صالة استقبال للقادمين والمغادرين حديثة، وصالات للشحن والمخازن، ويعتبر المطار أحد مقرات شركة الخطوط الجوية السورية.
تقع قاعدة حميميم الجوية في مطار اللاذقية الدولي، وهي القاعدة الجوية الروسية الرئيسية المستخدمة في الحملة الجوية في سوريا منذ 30 سبتمبر 2015. وقد كان هناك اعتبارًا من أوائل أكتوبر 2015 حوالي 600 عضو من مشاة البحرية الروسية، الذين يتمثل دورهم في المساعدة في توفير الأمن للقاعدة الجوية.
تم الكشف عن النشاط العسكري الروسي في مطار اللاذقية من قبل مسؤولي الاستخبارات الأمريكية في أوائل سبتمبر 2015، حيث أعرب المسؤولون الأمريكيون عن قلقهم.
هذه القاعدة تعمل منذ 30 سبتمبر 2015، يمكنها التعامل مع طائرات النقل أنتونوف أن-124 وإليوشن إيل-76. لديها أماكن وقوف لأكثر من 50 طائرة عسكرية بما في ذلك سو-24 وسو-25 وسو-34. بالإضافة إلى ذلك، فإن القاعدة هي موطن لدبابات تي-90 ومركبات بي تي آر-82 والمدفعية وطائرات الهليكوبتر الحربية مي-24 وطائرات الهليكوبتر الداعمة مي-8. تم تشييد أماكن إقامة مكيفة في غضون بضعة أشهر في عام 2015.تشمل الهياكل الجديدة الأخرى مرافق التخزين والمطابخ الميدانية ومحطات التزود بالوقود. يتم نقل الإمدادات جواً من روسيا أو شحنها عبر ميناء طرطوس على بعد 50 كم. في 26 نوفمبر 2015، ورد أن روسيا نشرت نظام صواريخ إس-400.

## خطوط وشركات الطيران
| شركات الطيران         | الوجهات |
| --------------------- | ------- |
| الخطوط الجوية السورية | الشارقة |